# Jun Takata
Jun Takata (高田 純 Takata Jun?), född 6 december 1977 i Hiroshima prefektur, är en japansk före detta fotbollsspelare.
Takata började sin karriär 1996 i Sanfrecce Hiroshima. 1997 flyttade han till Brummell Sendai (Vegalta Sendai). Han avslutade karriären 1999.